# Laura Geiselsöder
Laura Ute Geiselsöder (geboren 26. Januar 1995 in Ansbach) ist eine deutsche Basketballspielerin, die auf der Flügel-Position spielt, aber auch schon als Power Forward und Center eingesetzt wurde.

## Leben
Geiselsöder wuchs in Burgoberbach auf und ging in Ansbach auf das Gymnasium, das sie mit Abitur abschloss. Sie hat zwei Geschwister. Ihre 1,92 m große jüngere Schwester Luisa spielt ebenfalls Basketball.

## Basketball
Die 1,82 m große Athletin begann beim TSV 1860 Ansbach mit dem Basketballspielen. Nach Wechseln zu Schwabach, Bamberg und Herzogenaurach landete sie 2014 beim Erstligisten BG Donau-Ries in Nördlingen.

## Nationalmannschaft
Geiselsöder wurde 2015 in die U20-Nationalmannschaft berufen. Bei der Europameisterschaft der U20 in Spanien konnte sie mit ihren Mitspielerinnen im letzten Spiel durch einen 55:53-Sieg gegen Ungarn den Klassenerhalt in der Gruppe A sichern.